# Luminous Productions
Luminous Productions Co., Ltd. (株式会社ルミナス・プロダクション, Kabushiki gaisha Ruminasu Purodakushon) war ein japanisches Videospielentwicklungsstudio und eine Tochtergesellschaft von Square Enix.

## Geschichte
Ursprünglich war es unter dem Namen Business Division 2 bekannt und war das für Final Fantasy XV verantwortliche Entwicklungsteam. Es war eine von 12 Business Divisions (interne Entwicklungs- und Produktionsabteilungen), die Square Enix zu dieser Zeit hatte, bevor das Unternehmen seine Entwicklungsabteilungen im Jahr 2020 konsolidierte. Der aktuelle Name und die Entwicklungsstruktur des Studios wurden am 27. März 2018 als externes Unternehmen gegründet.
Luminous Productions wurde ursprünglich aus Mitarbeitern zusammengestellt, die an Final Fantasy XV arbeiteten. Während es weltweit üblich ist, ein neues internes Studio aus bestehenden zu gründen, ist dies in Japan ungewöhnlich. Da das Studio so viele Mitarbeiter von Final Fantasy XV aufnahm, half Luminous Productions neben dem neuen Projekt auch beim Spiel mit. Es wurden so viele Mitarbeiter aus der internen Entwicklungsabteilung Business Division 2 übernommen, die Final Fantasy XV entwickelt hatte, dass Square Enix erklärte, dass diese Abteilung funktionell „nicht mehr existiert“.
Ursprünglich sollten Videospiele und „andere Unterhaltungsinhalte“ entwickelt werden, doch später im Jahr konzentrierte sich das Studio nur noch auf die Herstellung von Spielen und musste für das Halbjahr, das am 30. September 2018 endete, einen Verlust von dreiunddreißig Millionen Dollar melden. Der Leiter des neuen Studios und Final Fantasy XV-Director Hajime Tabata verließ Luminous Productions und Square Enix etwa zur gleichen Zeit, und geplante zukünftige Inhalte für Final Fantasy XV wurden ebenfalls gestrichen. Der Präsident von Square Enix, Yosuke Matsuda, stellte klar, dass das Studio eine „Verschmelzung von Spitzentechnologie und Kunst“ sein würde.
Die Ressourcen verlagerten sich auf das damals noch nicht angekündigte Forspoken (ursprünglich Projekt Athia genannt), wobei das Studio weiterhin die Luminous Engine verwendete. Die Protagonistin des Spiels, Alfre „Frey“ Holland (Ella Balinska), ist eine junge Frau, die magische Kräfte nutzt, um in einer Fantasiewelt zu überleben. Square Enix beschrieb das Spiel auch als „erzählerisch getriebenes Abenteuer“. Es wurde 2023 für Microsoft Windows und PlayStation 5 veröffentlicht.
Das Ziel des Unternehmens war die Entwicklung von AAA-Videospielen für ein weltweites Publikum unter Verwendung der von Square Enix entwickelten Luminous Engine.
Am 28. Februar 2023 gab Square Enix Holdings bekannt, dass sich Luminous Productions am 1. Mai 2023 reorganisieren und mit Square Enix Co., Ltd. intern fusionieren würde, mit der Begründung, dass der Zusammenschluss der beiden Unternehmen „die Fähigkeiten der Gruppe zur Entwicklung von HD-Spielen verbessern würde“.

## Spiele
| Jahr | Titel            |
| ---- | ---------------- |
| 2016 | Final Fantasy XV |
| 2023 | Forspoken        |